# Roy Riegels
Roy Riegels (* 4. April 1908 in Oakland; † 26. März 1993 in Woodland, Kalifornien) war ein amerikanischer College-Football-Spieler. Er spielte von 1927 bis 1929 für die University of California, Berkeley und erlangte landesweite Bekanntschaft durch einen Fehler im Rose Bowl am 1. Januar 1929, der ihm den Spitznamen „Wrong-Way Riegels“ einbrachte und bis in die Gegenwart zu den denkwürdigsten Momenten in der College-Football-Geschichte gezählt wird.

## Der Rose Bowl 1929
Im Rose Bowl 1929, in dem die California Golden Bears gegen das Georgia Institute of Technology antraten, nahm der als Center spielende Roy Riegels in der Mitte des zweiten Viertels einen Fumble eines gegnerischen Spielers an der 30-Yard-Linie der Georgia Tech Yellow Jackets auf. Durch das dabei auftretende Gedränge verlor er jedoch die Orientierung beim Versuch, einem gegnerischen Spieler auszuweichen. Anschließend lief er 69 Yards in Richtung der eigenen Endzone in der Annahme, einen Touchdown erzielen zu können. Ihm folgten sein Mitspieler Benny Lom, der vergeblich versuchte, ihn auf seinen Fehler aufmerksam zu machen und ihn erst kurz vor der Endzone der Golden Bears erreichte, sowie mehrere Spieler der Yellow Jackets, die ihn schließlich mit einem Tackle an der 1-Yard-Linie zu Fall brachten.
Die California Golden Bears entschieden sich angesichts der entstandenen Spielsituation für einen Puntversuch durch Benny Lom, der jedoch durch die Georgia Tech Yellow Jackets geblockt wurde und durch Safety zu zwei Punkten für Georgia Tech führte. Roy Riegels wurde von seinen Mitspielern getröstet und während der Halbzeitpause vom Trainer überzeugt, trotz des Fehlers weiter am Spiel teilzunehmen. Er spielte eine herausragende zweite Halbzeit, konnte aber die Niederlage seiner Mannschaft nicht verhindern. Die Georgia Tech Yellow Jackets siegten durch einen Touchdown mit einem Endstand von 8:7 und gewannen damit auch die nationale Meisterschaft.

## Weiteres Leben
Roy Riegels wurde während seines Abschlussjahres zum Mannschaftskapitän der Golden Bears ernannt und darüber hinaus zum All-American gewählt. Er beendete sein Studium 1931 und führte anschließend ein normales Leben. Während des Zweiten Weltkrieges diente er in den amerikanischen Luftstreitkräften. Später fungierte er als Football-Trainer im Highschool- und College-Bereich und leitete ein eigenes Agrochemieunternehmen. 1976 ging er in den Ruhestand, nachdem er sein Unternehmen verkauft hatte.
Seine durch den Rose Bowl von 1929 erlangte Bekanntheit führte auch in späteren Jahren gelegentlich zu Fernsehauftritten und Interviews. Roy Riegels wandte sich außerdem über die Presse und in Briefen mehrfach an Football-Spieler, denen ähnliche Fehler wie ihm selbst unterlaufen waren. Er starb 1993 im Alter von 84 Jahren in Woodland, Kalifornien an Parkinson-bedingten Komplikationen. Zwei Jahre vor seinem Tod wurde er in die Rose Bowl Hall of Fame aufgenommen, 1998 folgte postum die Aufnahme in die Hall of Fame der University of California, Berkeley.